# Janusz Ciborowski
Janusz Wojciech Ciborowski (ur. 26 stycznia 1918 w Warszawie, zm. 17 lipca 1986 tamże) – polski chemik i nauczyciel akademicki, twórca polskiej szkoły inżynierii chemicznej.

## Życiorys

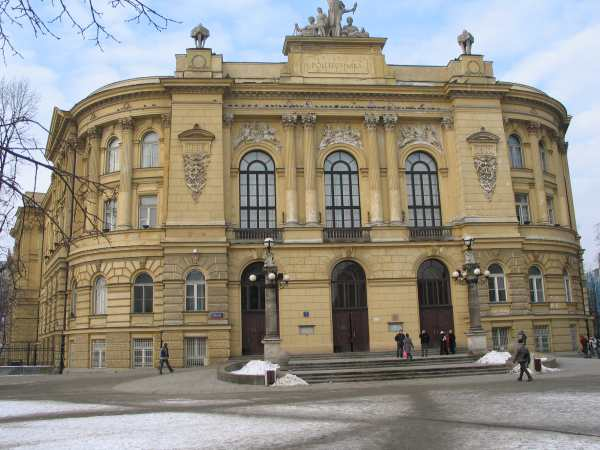
Budynek główny Politechniki Warszawskiej

Urodził się w Warszawie, w rodzinie Józefa, kupca, i Eugenii z Popiołowskich.

## Edukacja

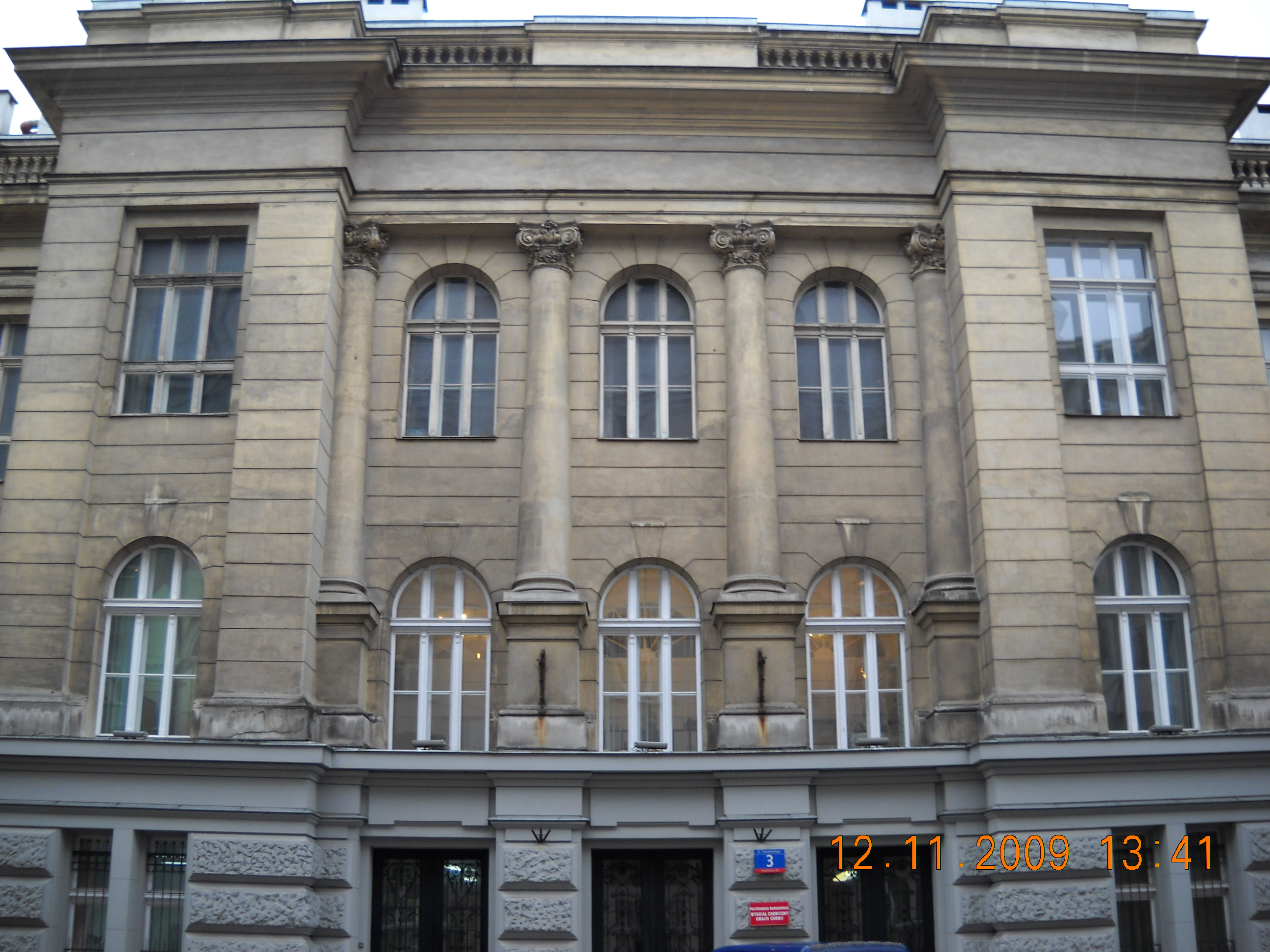
Wydział Chemiczny PW

Po ukończeniu w 1935 roku I Państwowego Gimnazjum i Liceum im. Stefana Batorego w Warszawie studiował na Wydziale Chemicznym Politechniki Warszawskiej (1935–1939) oraz, w czasie II wojny światowej, w Państwowej Wyższej Szkole Technicznej (PWST), odbył tam tzw. kurs specjalny. W 1942 obronił pracę dyplomową, wykonaną pod opieką prof. Józefa Zawadzkiego (dyplom inżyniera oficjalnie przyznano w maju 1945). Praca została oparta na wynikach badań wykonanych w Wytwórni Wódek Państwowego Monopolu Spirytusowego.

## Kariera zawodowa

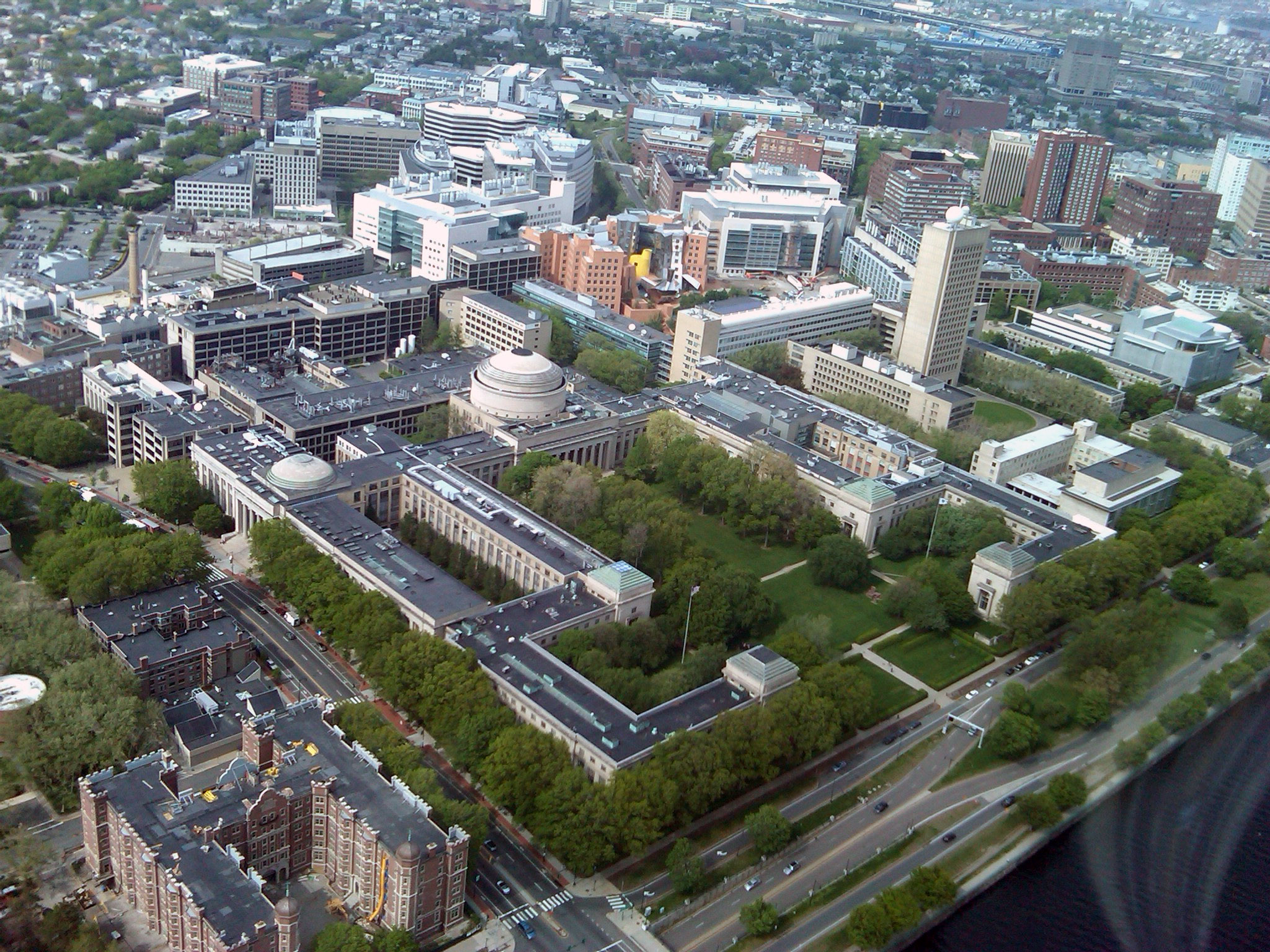
Główny kampus MIT

Od obrony inżynierskiej pracy dyplomowej do wybuchu powstania warszawskiego (1942–1944) był asystentem na Wydziale Chemii PWST. Pod kierunkiem prof. Zawadzkiego wykonywał pracę doktorską nt. „O przewidywaniu wydajności reakcji gazowych metodą statystyczno-termodynamiczną”. Po zakończeniu wojny, w lipcu 1945, rozpoczął pracę na Wydziale Chemicznym Politechniki Warszawskiej, na stanowisku asystenta. Odbył staże przemysłowe, m.in. w odbudowywanej Fabryce Paliw Syntetycznych w Dworach (wcześniej – fabryka chemiczna koncernu IG Farben, później – Zakłady Chemiczne w Oświęcimiu) oraz w demontowanej fabryce w Schwarzheide w Saksonii.
W latach 1946–1947 odbył uzupełniające studia z inżynierii chemicznej w Massachusetts Institute of Technology (stypendium UNRRA), w którym od kilkudziesięciu lat rozwijano nową dyscyplinę – Chemical Engineering. Po powrocie do kraju obronił pracę doktorską (1947) i w 1948 został adiunktem w Zakładzie Inżynierii Chemicznej I na Wydziale Chemicznym PW. W tym okresie tworzył też, w Głównym Instytucie Chemii Przemysłowej, Zakład Inżynierii Chemicznej (był potem, przez 15 lat, jego kierownikiem). Interesował się głównie procesami fluidyzacji, które stały się przedmiotem pracy habilitacyjnej. 

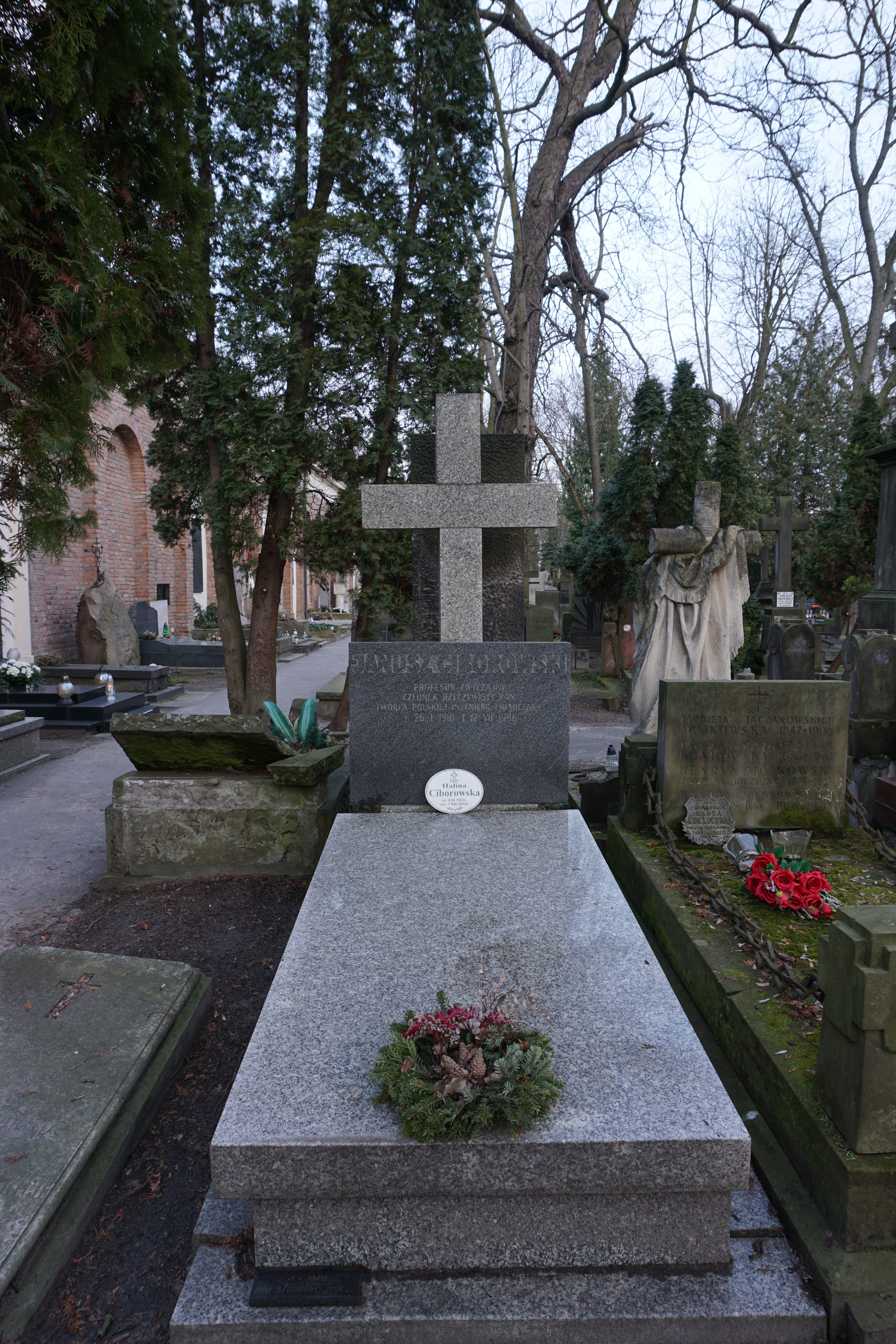
Grób Janusza Ciborowskiego na cmentarzu Powązkowskim

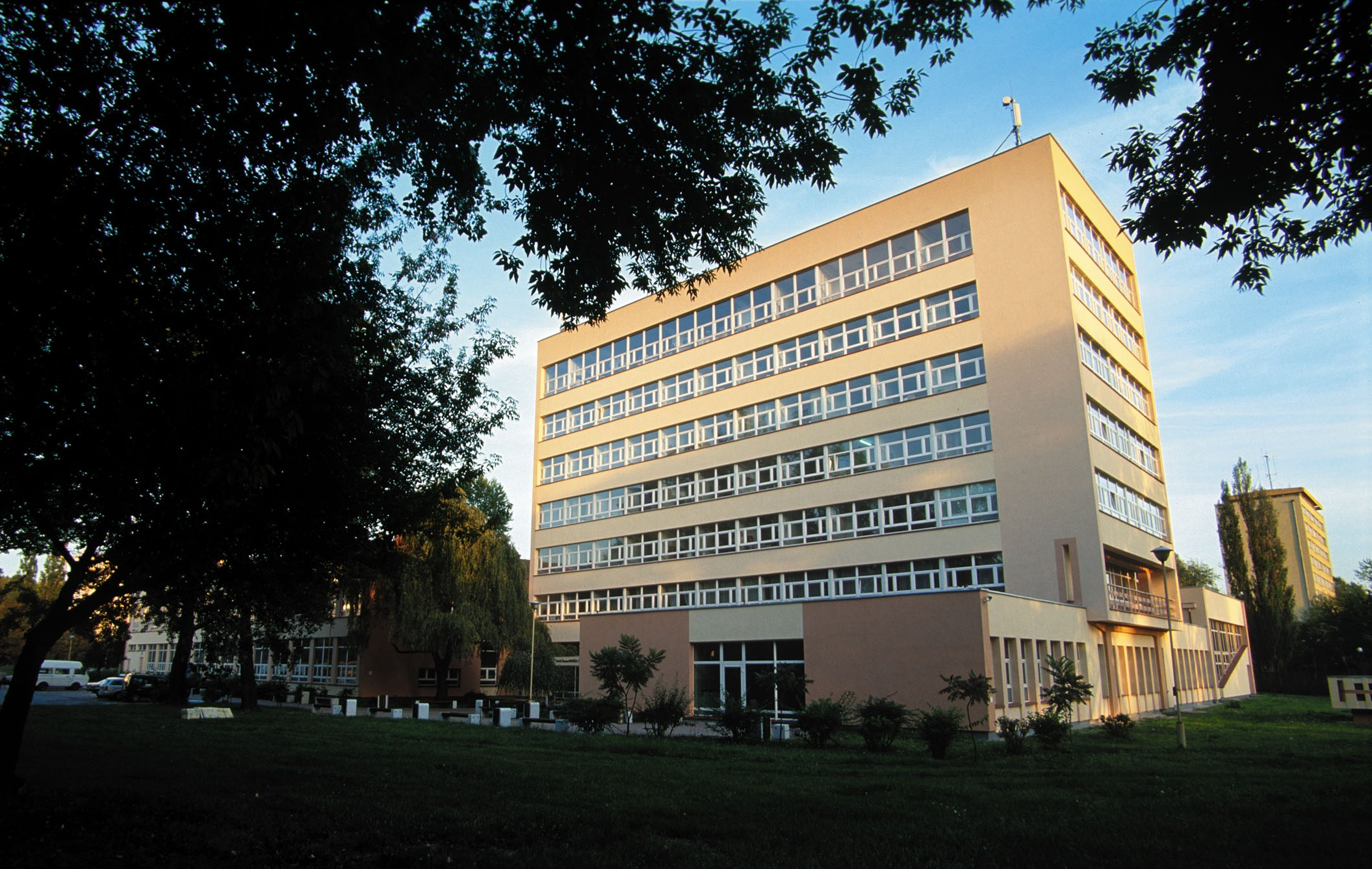
Gmach Wydziału Inżynierii Chemicznej i Procesowej

Stopień doktora habilitowanego uzyskał w 1949, na podstawie pracy nt. „O podstawowych problemach procesu fluidyzacji”. Po habilitacji został kierownikiem Zakładu Inżynierii Chemicznej, do 1951 na stanowisku docenta, a później – jako profesor nadzwyczajny. W 1962 roku uzyskał tytuł profesora zwyczajnego.
Był członkiem różnych komisji w Senacie PW; pełnił też funkcje prodziekana (1951/52–1953/54) i dziekana (1960/61–1961/62) Wydziału Chemicznego.
W 1967 roku został członkiem korespondentem Polskiej Akademii Nauk (PAN), a w 1973 – jej członkiem.
Zmarł 17 lipca 1986 roku w Warszawie, pochowany na cmentarzu Powązkowskim (kwatera 172-2-2).

## Zasługi dla inżynierii chemicznej

### Działalność organizacyjna
Należy do pionierów dyscypliny naukowej „inżynieria chemiczna i procesowa” i jest uważany za twórcę nowego kierunku studiów: „inżynieria chemiczna”. Jako przewodniczący Zespołu Programowego „Chemia” w Ministerstwie Szkolnictwa Wyższego koordynował opracowywanie programu tych studiów. Jest autorem pierwszych w Polsce podręczników, dotyczących tej dyscypliny.
W przedmowie do podręcznika Inżynieria chemiczna napisał:

Praktyka przemysłowa wykazuje, że znajomość samej chemii nie wystarcza do rozwiązywania większości zagadnień przemysłu chemicznego. W wielu bowiem działach tego przemysłu reakcja chemiczna stanowi zasadniczy, ale niewielki fragment; np. przy syntezie amoniaku przygotowanie surowców i odbiór produktów przyczyniają więcej trudności niż sama reakcja na kontakcie. Fakty takie spowodowały powstanie technologii chemicznej jako nauki o wszelkich procesach przemysłu chemicznego nie tylko natury chemicznej, ale także fizycznej, mechanicznej, ekonomicznej itp.

W dalszej części przedmowy przedstawił wielką różnorodność procesów przemysłowych i stwierdził:

... zostały one podzielone w ten sposób, że procesy, w których istotną rolę odgrywa chemizm, jak np. elektroliza, nitrowanie itp., wchodzą w zakres nowocześnie ujętej technologii chemicznej, natomiast procesy natury raczej fizycznej lub fizykochemicznej, jak destylacja, suszenie, przepływ płynów, przenikanie ciepła, absorpcja itp., stanowią treść inżynierii chemicznej.

Stwierdził też, że konieczność wyodrębnienia dyscypliny inżynieria chemiczna:

... została podyktowana powszechnością procesów wchodzących w zakres inżynierii chemicznej. Z elektrolizą bowiem lub katalizą spotykamy się tylko w pewnych działach przemysłu, podczas gdy proces przenikania ciepła lub suszenie w olbrzymiej ich większości.

Starania o wyodrębnienie samodzielnego wydziału Inżynierii Chemicznej na PW Ciborowski rozpoczął w 1963, a w roku następnym Ministerstwo Szkolnictwa Wyższego powołało go oficjalnie na organizatora wydziału i seniora budowy nowego gmachu. Budynek oddano do użytku w 1975. Wcześniej (1970) dokonano reorganizacji uczelni, w ramach której utworzono początkowo Instytut Inżynierii Chemicznej; otrzymał on prawa wydziału w 1973.

### Badania naukowe
Uważa się, że prof. J. Ciborowski stworzył w Instytucie Inżynierii Chemicznej PW własną szkołę naukową. Spośród jego uczniów ośmiu uzyskało tytuły profesora i dziesięciu – habilitacje. J. Ciborowski był też promotorem 22 prac doktorskich. Jako dominujące kierunki badań wymienia się m.in.:
- procesy fluidalne, w tym ich praktyczne zastosowania:

– opracowanie fluidalnej suszarki do zboża,
– piece do fluidalnej metody spalania niskoprocentowych pirytów i markazytów,
– metody przerobu odpadów rafinacyjnych, zawierających siarkę elementarną,
- termodynamika i kinetyka procesów jednoczesnej wymiany ciepła i masy, a zwłaszcza:

– procesy suszenia,
– procesy sublimacji,
– procesy kondensacji sublimacyjnej, w tym udział m.in. w opracowanie konstrukcji ciągłego kondensatora do wymrażania par substancji sublimujących, suszarki do kazeiny i skór, urządzenia do regeneracji mas formierskich.
Wyniki badań procesów fluidyzacji i suszenia są tematem ponad 150 publikacji i 11 patentów. Wyróżniana jest publikacja pionierskiej monografii Fluidyzacja (1957).

## Działalność pozauczelniana
Był m.in.:
- przewodniczącym Komitetu Inżynierii Chemicznej i Rady Naukowej Instytutu Inżynierii Chemicznej PAN,
- członkiem Rady Głównej Szkolnictwa Wyższego,
- członkiem Rady Naukowej Europejskiej Federacji Inżynierii Chemicznej,
- członkiem Międzynarodowego Centrum Wymiany Ciepła i Masy w Mińsku,
- przewodniczącego Rady Redakcyjnej czasopisma Inżynieria Chemiczna i Procesowa (obecnie wydawanego jako Chemical and Process Engineering),
- członkiem komitetów redakcyjnych czasopism zagranicznych, m.in. International Journal of Heat and Mass Transfer i International Chemical Engineering.

## Ordery i odznaczenia
- Krzyż Komandorski Orderu Odrodzenia Polski (1975)
- Krzyż Oficerski Orderu Odrodzenia Polski (1969)
- Złoty Krzyż Zasługi (10 lipca 1954)[9]
- Medal 10-lecia Polski Ludowej (19 stycznia 1955)[10]
- Medal Komisji Edukacji Narodowej (1977)[11]
- Medal Jędrzeja Śniadeckiego[12]

Źródło:.

## Nagrody i wyróżnienia
- nagroda za pierwszy w Polsce podręcznik akademicki z dziedziny „Inżynieria chemiczna” (1952)
- Nagroda Państwowa II stopnia (zespołowa) za wprowadzenie do przemysłu polskiego metody fluidyzacyjnej i zrealizowanie jej na skalę techniczną w zakresie spalania rud siarkonośnych (1955)[13][1]
- tytuł doctora honoris causa Instytutu Technologicznego w Leningradzie (1969)
- Nagroda Państwowa I stopnia w dziedzinie techniki za całokształt działalności naukowo-badawczej w zakresie inżynierii chemicznej i procesowej dla przemysłu chemicznego (1986)